# Broksittella
Broksittella (Daphoenositta chrysoptera) är en fågel i familjen sittellor inom ordningen tättingar. Den förekommer i Australien, där den likt nötväckor födosöker klättrande utmed trädstammar på jakt efter insekter.

## Utseende och läte
Sittellor är små, kompakta och kortstjärtade tättingar med dolkformade eller något uppsvängda näbbar. De intar samma nisch som nötväckor i Asien, Europa och Nordamerika men är inte alls nära släkt. Broksittellan har i alla dräkter en tydlig gul ögonring och uppvisar i flykten ett ljust vingband. I övrigt varierar den mycket kraftigt, från svarthuvad till vithuvad och från streckad till ostreckad. Under födosök hörs ofta ett dubblerat "chip-chip".

## Utbredning och systematik
Broksittellan förekommer i Australien. Den delas in i fem underarter med följande utbredning:
- Daphoenositta chrysoptera leucoptera – förekommer från nordvästra till nordcentrala Australien
- Daphoenositta chrysoptera striata – förekommer i nordöstra Australien
- Daphoenositta chrysoptera leucocephala – förekommer i östra Australien
- Daphoenositta chrysoptera chrysoptera – förekommer i sydöstra Australien
- Daphoenositta chrysoptera pileata – förekommer i sydvästra, västcentrala, centrala och söddrasöa Australien (norra West Cape till västra New South Wales och västra Victoria)

Tidigare behandlades papuasitella som en del av broksitella.

### Släktes- och familjetillhörighet
Fågeln placerades tidigare i släktet Neositta, men Daphoenositta har prioritet. Sittellorna behandlades tidigare som en del av familjen nötväckor (Sittidae), på grund av likartat utseende och beteende. Genetiska studier visar dock att de inte alls är nära släkt. Istället utgör sittellorna en gammal och basal utvecklingslinje i en grupp bestående av bland annat kråkfåglar. Möjligen är de systergrupp till de nyzeeländska mohuorna (Mohouidae). Dessa uppskattas ha skiljts åt för 19 miljoner år sedan.

## Levnadssätt
Broksittellan förekommer i skogslandskap, där den vanligen ses i små flockar som metodiskt klättrar uppför trädstammar likt nötväckor, på jakt efter insekter som gömmer sig i barken.

## Status och hot
Arten har ett stort utbredningsområde, men tros minska i antal, dock inte tillräckligt kraftigt för att den ska betraktas som hotad. Internationella naturvårdsunionen IUCN listar arten som livskraftig (LC).

## Bilder

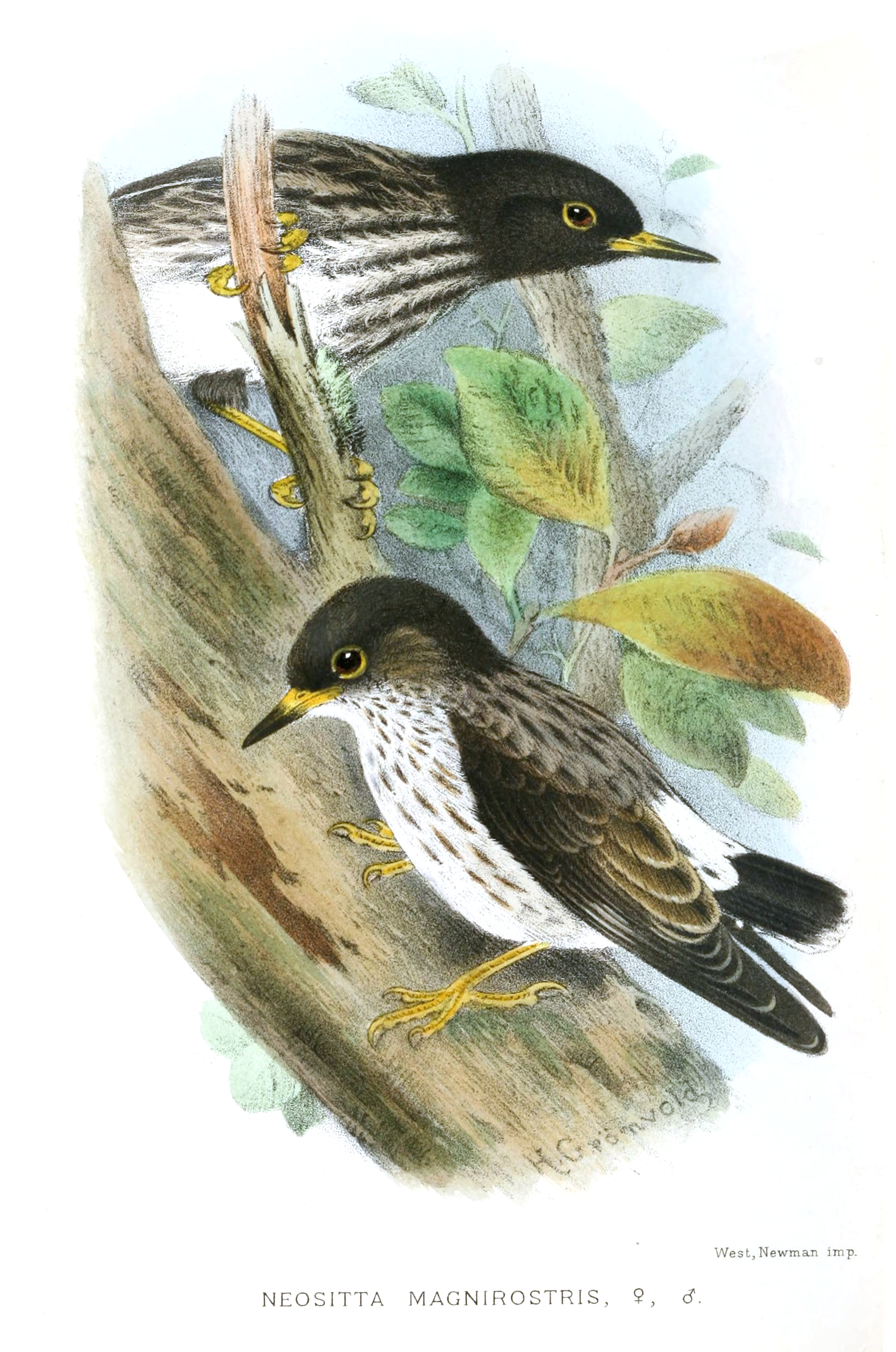
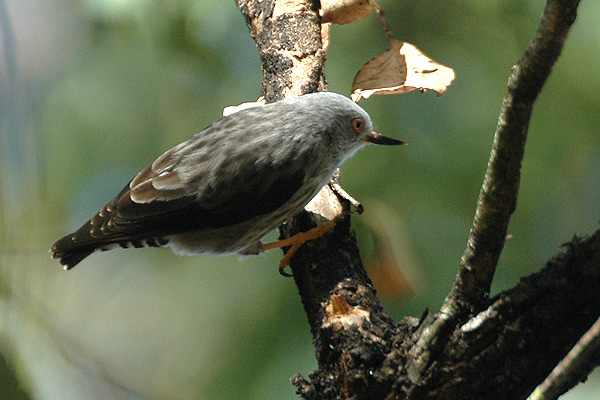
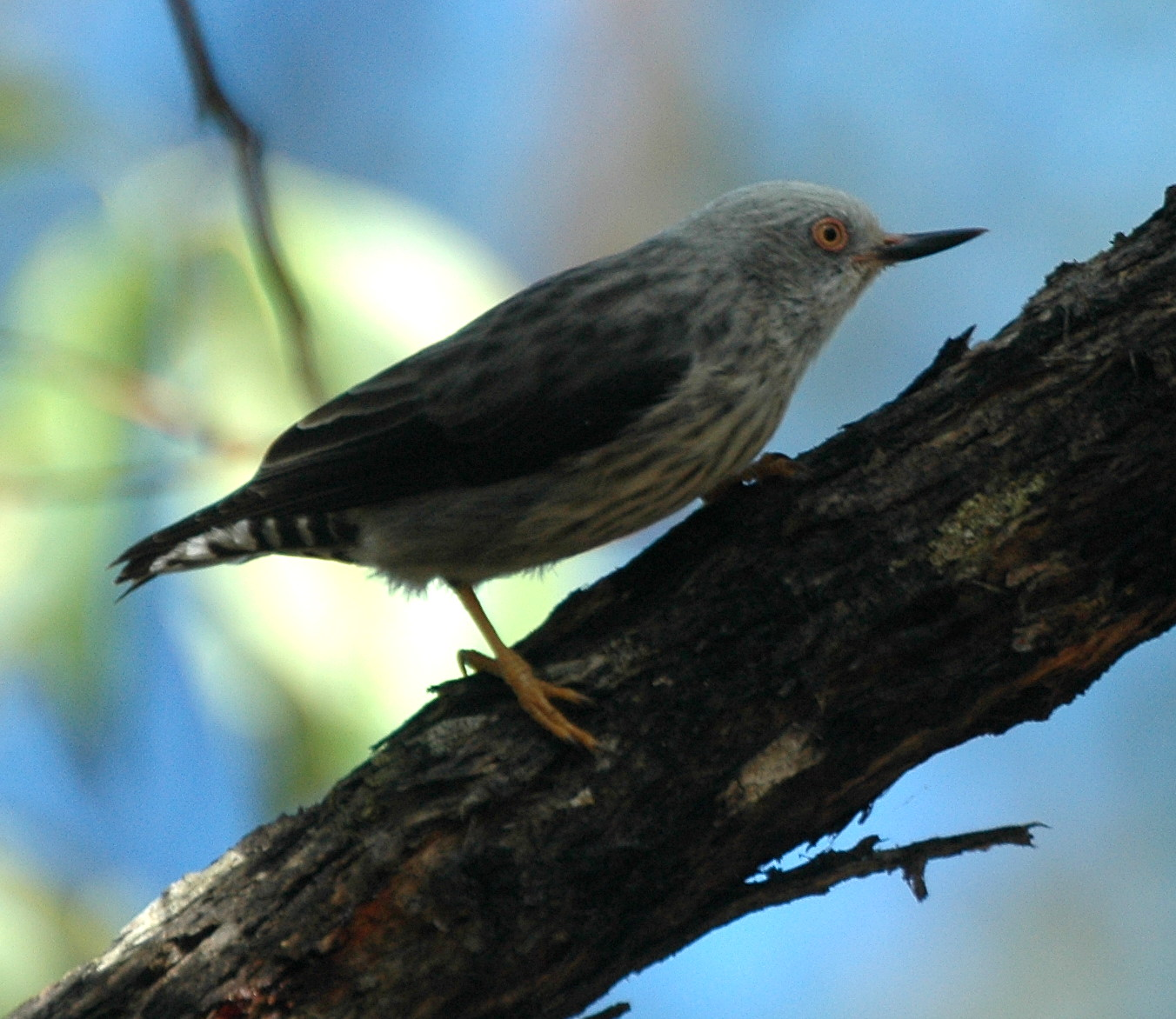